# بشير أحمد سعادت
بشير أحمد سعادت هو لاعب كرة قدم أفغاني في مركز الدفاع، ولد في 27 ديسمبر 1981 في كابل في أفغانستان. شارك مع منتخب أفغانستان لكرة القدم. أما مع النوادي، فقد لعب مع نادي ورزشي ميوند.

## وصلات خارجية
- بشير أحمد سعادت على موقع الاتحاد الدولي (مؤرشف)  (الإنجليزية)
- بشير أحمد سعادت على موقع قاعدة بيانات كرة القدم.إي يو (الإنجليزية)
- بشير أحمد سعادت على موقع ناشيونال فوتبول تيمز (الإنجليزية)